# Karl Neckermann
Karl Neckermann (* 14. März 1911 in Mannheim; † 7. März 1984 ebenda) war ein deutscher Leichtathlet, der auf den Sprintstrecken aktiv war.
Er wurde 1935 Deutscher Meister über 200 Meter. Bei den Olympischen Spielen 1936 in Berlin startete er über diese Strecke und schied nach 21,6 s im Viertelfinale im Halbfinale mit einer Zeit von 21,8 s als Fünfter aus. Bei den Europameisterschaften 1938 in Paris gewann er mit der deutschen 4-mal-100-Meter-Staffel (Manfred Kersch, Gerd Hornberger, Karl Neckermann, Jakob Scheuring) die Goldmedaille in 40,9 s. 1939 wurde Neckermann mit neuem Europarekord Deutscher Meister über 100 Meter in 10,3 s. Außerdem war er an zwei Europarekorden im 4-mal-100-Meter-Lauf beteiligt:
- 40,3 s, 13. August 1938 in Berlin (Manfred Kersch, Gerd Hornberger, Karl Neckermann, Jakob Scheuring)
- 40,1 s, 29. Juli 1939 in Berlin (Erich Borchmeyer, Gerd Hornberger, Karl Neckermann, Jakob Scheuring)

Karl Neckermann gehörte dem Post-SV Mannheim und dem VfR Mannheim an. In seiner Wettkampfzeit war er 1,77 m groß und 70 kg schwer. Nach seiner aktiven Zeit war er als Starter und Kampfrichter tätig.